# Хамид, Абдул (хоккеист на траве, 1927)
Абдул Хамид (урду عبد الحمید‎, англ. Abdul Hamid; 7 января 1927, Банну, Британская Индия — 11 июля 2019, Равалпинди, Пенджаб) — пакистанский хоккеист на траве, нападающий; тренер, военный. Олимпийский чемпион 1960 года, серебряный призёр летних Олимпийских игр 1956 года, участник летних Олимпийских игр 1948 и 1952 годов, чемпион летних Азиатских игр 1958 года.

## Биография
Абдул Хамид родился 7 января 1927 года в городе Банну в Британской Индии (сейчас в Пакистане).
Играл в хоккей на траве за Северо-Западную пограничную провинцию.
В 1948 году вошёл в состав сборной Пакистана по хоккею на траве на летних Олимпийских играх в Лондоне, занявшей 4-е место. Играл на позиции нападающего, провёл 3 матча, забил 1 мяч в ворота сборной Нидерландов.
В 1952 году вошёл в состав сборной Пакистана по хоккею на траве на летних Олимпийских играх в Хельсинки, занявшей 4-е место. Играл на позиции нападающего, провёл 3 матча, забил 3 мяча в ворота сборной Франции.
В 1956 году вошёл в состав сборной Пакистана по хоккею на траве на летних Олимпийских играх в Мельбурне и завоевал серебряную медаль. Играл на позиции нападающего, провёл 5 матчей, забил 3 мяча (два в ворота сборной Новой Зеландии, один — Бельгии). Был капитаном команды. Был знаменосцем сборной Пакистана на церемонии открытия Олимпиады.
В 1958 году завоевал золотую медаль хоккейного турнира летних Азиатских игр в Токио.
В 1960 году вошёл в состав сборной Пакистана по хоккею на траве на летних Олимпийских играх в Риме и завоевал золотую медаль. Играл на позиции нападающего, провёл 6 матчей, забил 8 мячей (четыре в ворота сборной Японии, три — Польше, один -— Австралии).
В 1948—1960 годах провёл за сборную Пакистана 55 матчей, забил 48 мячей.
В 1960 году получил от президента Пакистана Мухаммеда Аюба Хана награду Pride of Perfomance.
После окончания игровой карьеры работал тренером. Возглавлял сборную Пакистана по хоккею на траве, в том числе на летних Азиатских играх 1966 и 1970 годов, где его подопечные завоевали соответственно серебро и золото, а также на чемпионате мира 1973 года в Амстелвене.
Служил в пакистанской армии, дослужился до генеральской должности бригадира. Был генеральным директором Пакистанского спортивного совета, возглавлял Армейский спортивный совет. Был генеральным секретарём Федерации хоккея Пакистана.
В последние годы жил в Исламабаде.
Умер 12 июля 2019 года в военном госпитале пакистанского города Равалпинди после травмы лёгких, полученной в результате падения дома.

## Семья
Старший брат — Абдул Рашид (1922—1988), пакистанский хоккеист на траве. Олимпийский чемпион 1960 года.